# Пълзящ кофраж
Пълзящ кофраж (ПК) е строителна технология за изпълнение на промишлени и многоетажни административни и жилищни сгради, при която кофражът е в непрекъснато движение нагоре (пълзене) при непрекъснато армиране и бетониране на вертикалните строителни елементи.

## История
Пълзящият кофраж е патентован в Чикаго, САЩ от James MacDonald през 1917 г. за изпълнение на силози за зърно. Впоследствие намира приложение в промишленото (кули, елеватори, комини и др.) и жилищното строителство.
В Австрия е приложен за първи път през 1927 г., а в Германия през 1928 г.
В България за първи път се прилага през 1950 г. при изграждане на АТЗ – гранулационни кули, Димитровград, от инж. Иван Славчев.
От 1956 г. до 1959 г. български строители строят за първи път с пълзящ кофраж в чужбина силоз за зърно в Латакия, Сирия. 
През 60-те години на 20 век пълзящият кофраж навлиза в жилищното строителство, а от 1967 г. с него се изпълняват синхронно стени и плочи 

## Елементи на системата
- Кофражни панели – дървени, метални, стъклопластови, смесени
- Носеща стоманена конструкция – джакови рамки, външни конзоли, люлки за висящи скели и др.
- Работна платформа
- Хидравлична инсталация – джакова, помпи, маслопроводи
- Джакови пръти
- Обсадни тръби